# Acústico de Primeira 3
Acústico de Primeira 3 é o quinto álbum ao vivo da dupla sertaneja brasileira Fred & Fabrício, lançado em 17 de outubro de 2024 pela Som Livre, gravado em São Paulo, em 28 de maio de 2024, a terceira edição da franquia "Acústico de Primeira", que consiste em regravações de grandes sucessos.

## Gravação e lançamento
Após o lançamento do single "Gotejou no Celular", em parceria com a dupla Clayton & Romário, já contando com certificado de platina, o projeto foi gravado em São Paulo, em 28 de maio de 2024, no Villa Country, apenas para convidados, com as participações especiais do grupo Traia Véia e da dupla Israel & Rodolffo. O primeiro lançamento da gravação da terceira edição conta com a faixa "Poder de Mentir", regravação de um dos singles mais famosos do álbum “Infinito pra Sempre”. Para essa nova versão, a dupla convocou o grupo Traia Véia que traz uma nova roupagem para a música. O single alcançou o ranking 29 do Spotify.

## Lista de faixas
- As canções inéditas estão marcadas em negrito.
- As canções já gravadas por Fred & Fabrício anteriormente estão marcadas em itálico.

- | N.º            | Título                                                                                   | Compositor(es)                                                                                    | Artista original                           | Duração |  |
| 1.             | "Sexta-Feira"                                                                            | Euler Coelho / Fred Liel                                                                          |                                            | 3:01    |  |
| 2.             | "Chuva de Molhar Bobo" (part. Israel & Rodolffo)                                         | Clebinho / Diego Silveira / Renato Sousa / Zé André                                               |                                            | 3:03    |  |
| 3.             | "Poder de Mentir" (part. Traia Véia)                                                     | Felipe Sales / Felipe Viana / Juliano Couto / Wallas Dias                                         |                                            | 2:47    |  |
| 4.             | "Pot-Pourri: Você Sempre Será / Amanhã Não Se Sabe"                                      | - Alexandre Castilho / Victor Pozas - Sérgio Britto                                               | - Marjorie Estiano - Titãs                 | 4:58    |  |
| 5.             | "Dupla Personalidade"                                                                    | Liel / Sousa / Thales Gui / Vitor Ferrari                                                         |                                            | 3:08    |  |
| 6.             | "Pot-Pourri: Lendas e Mistérios / Sufoco"                                                | - Liel / Gustavo / Marco Aurélio - Dyliel / Diego Damasceno                                       | - Fred & Gustavo - Luan Santana            | 3:59    |  |
| 7.             | "Puxão de Orelha"                                                                        | Adliel                                                                                            |                                            | 2:55    |  |
| 8.             | "Pot-Pourri: Tudo Me Lembra Você (Mi Dios Y Mi Cruz) / Mande A Solidão Para Outro Lugar" | - Donato Póveda / Estefano Salgado / versão: Lucas Robles - César Augusto / César Rossini / Piska | - Marlon & Maicon - Chrystian & Ralf       | 4:20    |  |
| 9.             | "Pot-Pourri: Muda / Jogo de Orgulho"                                                     | - Manoel Nenzinho Pinto / Peninha - Álvaro Socci / Claudio Matta                                  | - João Paulo & Daniel - Leandro & Leonardo | 4:12    |  |
| 10.            | "Pot-Pourri: Então Valeu / Jejum de Amor"                                                | - Liel / Gustavo / Aurélio / Valéria Costa - Liel / Gustavo / Aurélio / Bruno Caliman             | Fred & Gustavo                             | 3:44    |  |
| 11.            | "Ressaca Moral"                                                                          | Liel / Damasceno / Daniel Silveira / Matheus Neves / Thiago Rossi                                 |                                            | 3:10    |  |
| 12.            | "Pot-Pourri: Entrada Franca / Ilusão"                                                    | Fátima Leão \| Cesar Augusto / Piska                                                              | - Bruno & Marrone - Cleiton & Camargo      | 3:37    |  |
| 13.            | "1 2 3 Te Amo"                                                                           | Diego Sinhorini / Labre / Marcel Sinhorini / Wendell Vieira                                       |                                            | 3:09    |  |
| 14.            | "Pot-Pourri: Você É Muito Mais / Fala Oi Davi"                                           | - Liel - Cristhyan Ribeiro / Guilherme Artioli / Nuto Artioli                                     |                                            | 3:50    |  |
| 15.            | "Passos"                                                                                 | Coelho / Liel                                                                                     |                                            | 3:00    |  |
| Duração total: | Duração total:                                                                           | Duração total:                                                                                    | Duração total:                             | 52:53   |  |

## Certificações
| País (Provedor) | Certificação | Vendas certificadas |
| --------------- | ------------ | ------------------- |
| Brasil (PMB)    | Ouro         | +40 000             |